# Trachusa rufobalteata
Trachusa rufobalteata är en biart som först beskrevs av Cameron 1902.  Trachusa rufobalteata ingår i släktet hartsbin, och familjen buksamlarbin. Inga underarter finns listade i Catalogue of Life.